# Max Braubach
Pour l’article homonyme, voir Braubach.
Max Braubach, né le 10 avril 1899 à Metz et mort le 21 juin 1975 à Bonn, est un historien allemand. Il travailla principalement sur l’histoire des Temps modernes, en Rhénanie-Westphalie.

## Biographie

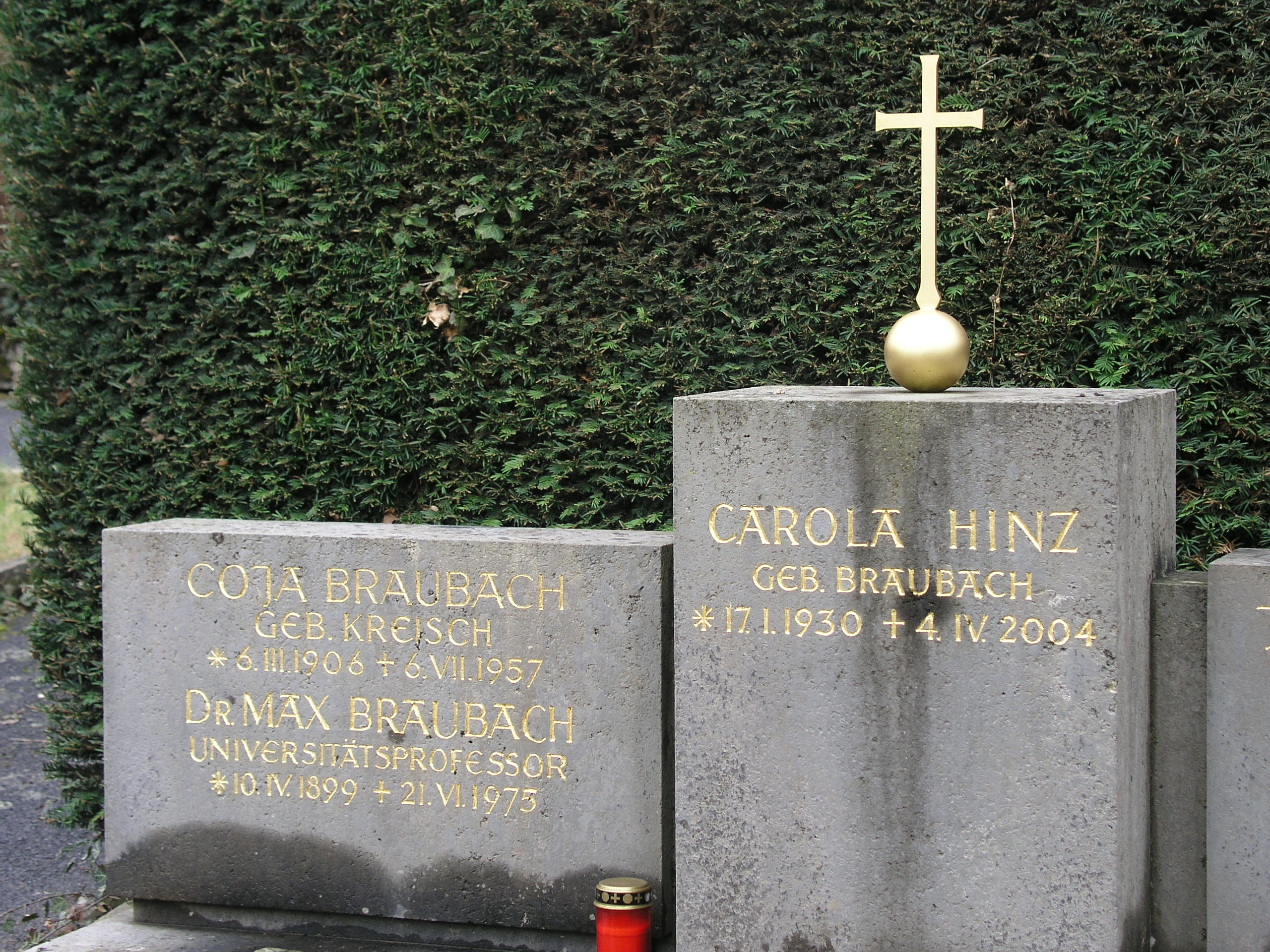
Pierre tombale.

Max Braubach naît le 10 avril 1899 à Metz, une ville de garnison animée de l'Alsace-Lorraine. À partir de 1915, il poursuit ses études à Strasbourg, à Heidelberg, à Munich, puis à Bonn. A Munich, Max Braubach devient membre de l’Association des étudiants catholiques rhéno-bavarois. Il poursuit ses recherches en 1922 à l’Université de Bonn, sous la direction d’Aloys Schulte. Ayant obtenu son doctorat en 1924, Max Braubach obtient une chaire à Bonn quatre ans plus tard. Il enseignera à Bonn jusqu’en 1967. Braubach fut recteur de cette université en 1959-1960.
Max Braubach s'éteindra le 21 juin 1975, à Bonn, en Allemagne.

## Œuvre
Max Braubach travailla principalement sur l’histoire des Temps modernes, en Rhénanie-Westphalie. Son œuvre majeure reste sa biographie du Prince Eugène de Savoie.
- Die Bedeutung der Subsidien für die Politik im spanischen Erbfolgekriege, Bonn et Leipzig, 1923.
- Geschichte und Abenteuer - Gestalten um den Prinz Eugen, Munich, 1950.
- Der Weg zum 20. Juli 1944, Cologne et Opladen, 1953.
- Versailles und Wien von Ludwig XIV. bis Kaunitz, Bonn 1952
- Die Lebenschronik des Freiherrn Franz Wilhelm von Spiegel zum Diesenberg, Münster 1952
- Maria Theresias jüngster Sohn Max Franz, Vienne et Munich, 1961
- Prinz Eugen von Savoyen, 5 Bände, Munich, 1963-65.
- Kleine Geschichte der Universität Bonn 1818-1968, Bonn, 1968.
- Diplomatie und geistiges Leben im 17. und 18. Jahrhundert, Bonn, 1969.
- Beethovens Abschied von Bonn, Köln und Opladen, 1970.
- Wilhelm von Fürstenberg und die französische Politik im Zeitalter Ludwigs XIV., Bonn, 1972.

## Distinctions
- 1969 : Grand officier de l'ordre du Mérite de la République fédérale d'Allemagne
- 1971 : Großes Silbernes Ehrenzeichen mit dem Stern für Verdienste um die Republik Österreich[2]

## Sources
- Annalen des Historischen Vereins für den Niederrhein 202, 1999.
- Konrad Repgen: Max Braubach. Leben und Werk. p. 9–41.
- Christoph Kampmann: Eine Biographie „alten Stils“? Prinz Eugen und seine Zeit in der historischen Forschung seit 1965. p. 43–62.
- Rudolf Morsey: Max Braubach und die Zeitgeschichte. p. 63–74.
- Thomas P. Becker: Bibliographie Max Braubach (1923–1974). p. 75–93.
- Doktoranden von Max Braubach 1930–1973. p. 95–104.